# Rem als Jocs Olímpics d'estiu de 1992

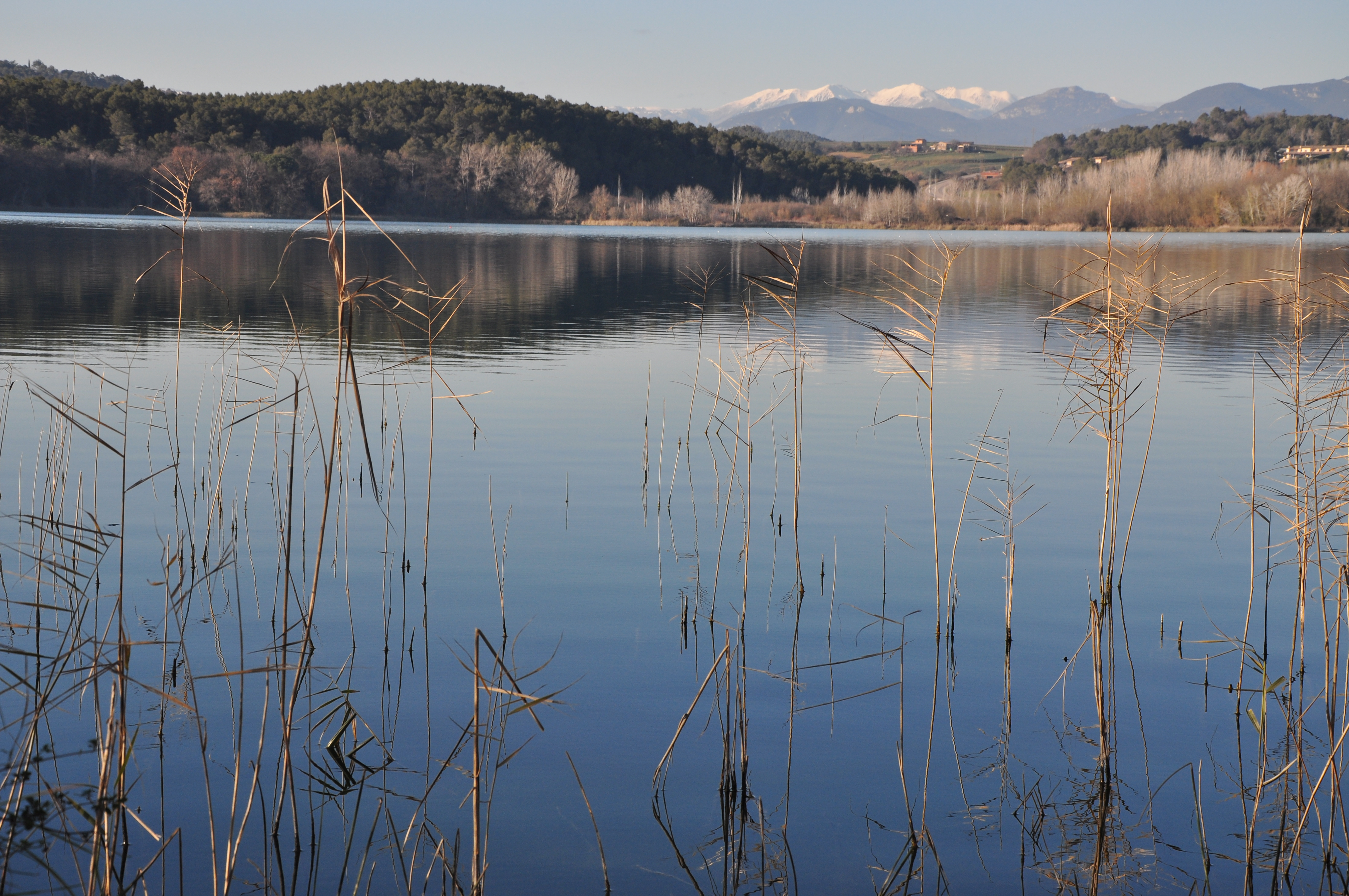
Imatge de l'estany de Banyoles, seu de la competició.

Als Jocs Olímpics d'Estiu de 1992 celebrats a la ciutat de Barcelona (Catalunya) es disputaren 14 proves de rem, 8 en categoria masculina i 6 en categoria femenina. Les proves tingueren lloc entre els dies 27 de juliol i 2 d'agost de 1992 a l'estany de Banyoles (Banyoles).
Hi participaren un total de 627 remers, entre ells 437 homes i 190 dones, de 45 comitès nacionals diferents

## Resum de medalles

### Categoria masculina
| Prova                        | Or | Argent | Bronze |
| Scull individual Detalls     | Thomas Lange | Václav Chalupa | Kajetan Broniewski |
| Doble Scull Detalls          | AustràliaPeter Antonie · Stephen Hawkins | ÀustriaArnold Jonke · Christoph Zerbst | Països BaixosNico Rienks · Henk-Jan Zwolle |
| Quàdruple Scull Detalls      | AlemanyaAndreas Hajek · Michael Steinbach · Stephan Volkert · Andre Willms                                                                               | NoruegaKjetil Undset · Per Sætersdal · Lars Bjønness · Rolf Thorsen                                                                                    | ItàliaAlessandro Corona · Gianluca Farina · Rossano Galtarossa · Filippo Soffici                                                                                |
| Dos sense timoner Detalls    | Regne UnitMatthew Pinsent · Steve Redgrave | AlemanyaColin Ettingshausen · Peter Holtzenbein | EslovèniaIztok Čop · Denis Žvegelj |
| Dos amb timoner Detalls      | Regne UnitGarry Herbert · Greg Searle · Jonny Searle | ItàliaGiuseppe Di Capua · Carmine Abbagnale · Giuseppe Abbagnale                                                                                       | RomaniaDimitrie Popescu · Dumitru Raducanu · Nicolaie Taga |
| Quatre sense timoner Detalls | AustràliaAndrew Cooper · Nick Green · Mike McKay · James Tomkins                                                                                         | Estats UnitsJeffrey McLaughlin · William Burden · Thomas Bohrer · Patrick Manning                                                                      | EslovèniaMilan Janša · Sadik Mujkič · Sašo Mirjanič · Janez Klemenčič                                                                                           |
| Quatre amb timoner Detalls   | RomaniaIulica Ruican · Viorel Talapan · Dimitrie Popescu · Dumitru Raducanu · Nicolaie Taga                                                              | AlemanyaRalf Brudel · Uwe Kellner · Thoralf Peters · Karsten Finger · Hendrik Reiher                                                                   | PolòniaWojciech Jankowski · Maciej Lasicki · Jacek Streich · Tomasz Tomiak · Michał Cieślak                                                                     |
| Vuit amb timoner Detalls     | CanadàDarren Barber · Andrew Crosby · Michael Forgeron · Robert Marland · Terence Paul · Derek Porter · Michael Rascher · Bruce Robertson · John Wallace | RomaniaIulica Ruican · Viorel Talapan · Vasile Nastase · Claudiu Marin · Dănuţ Dobre · Valentin Robu · Vasile Mastacan · Ioan Vizitiu · Marin Gheorghe | AlemanyaRoland Baar · Armin Eichholz · Detlef Kirchhoff · Manfred Klein · Bahne Rabe · Frank Richter · Hans Sennewald · Thorsten Streppelhoff · Ansgar Wessling |

### Categoria femenina
| Prova                               | Or | Argent | Bronze |
| Scull individual Detalls            | Elisabeta Lipă | Annelies Bredael | Silken Laumann |
| Doble Scull Detalls                 | AlemanyaKerstin Koppen · Kathrin Boron | RomaniaVeronica Cochelea · Elisabeta Lipă | R.P. de la XinaXiaoli Gu · Huali Lu |
| Quàdruple Scull amb timoner Detalls | AlemanyaSybille Schmidt · Birgit Peter · Kerstin Muller · Kristina Mundt                                                                                          | RomaniaAnişoara Dobre · Doina Ignat · Constanța Burcică · Veronica Cochelea                                                                               | Equip Unificat Antonina Zelikovitch Tatiana Ustyuzhanina Katsiarina Karsten Elena Khloptseva                                                                              |
| Dos sense timoner Detalls           | CanadàKathleen Heddle · Marnie McBean | AlemanyaIngebury Schwerzmann · Stefani Werremeier | Estats UnitsStephanie Pierson · Anna Seaton |
| Quatre sense timoner Detalls        | CanadàJennifer Barnes · Jessica Monroe · Brenda Taylor · Kay Worthington                                                                                          | Estats UnitsShelagh Donohoe · Cynthia Eckert · Carol Feeney · Amy Fuller                                                                                  | AlemanyaAntje Frank · Annette Hohn · Gabriele Mehl · Birte Siech |
| Vuit amb timoner Detalls            | CanadàJennifer Barnes · Shannon Crawford · Megan Delehanty · Kathleen Heddle · Marnie McBean · Jessica Monroe · Brenda Taylor · Lesley Thompson · Kay Worthington | RomaniaViorica Neculai · Adriana Bazon · Maria Padurariu · Iulia Bulie · Doina Robu · Victoria Lepadatu · Doina Liliana · Elena Georgescu · Ioana Olteanu | AlemanyaSylvia Dordelmann · Kathrin Haacker · Christiane Harzendorf · Daniela Neunast · Cerstin Petersmann · Dana Pyritz · Annegret Strauch · Ute Schell · Judith Zeidler |

## Medaller
| Posició | País            | Or | Argent | Bronze | Total |
| 1       | Alemanya        | 4  | 3      | 3      | 10    |
| 2       | Canadà          | 4  | 0      | 1      | 5     |
| 3       | Romania         | 2  | 4      | 1      | 7     |
| 4       | Austràlia       | 2  | 0      | 0      | 2     |
| 4       | Regne Unit      | 2  | 0      | 0      | 2     |
| 6       | Estats Units    | 0  | 2      | 1      | 3     |
| 7       | Itàlia          | 0  | 1      | 1      | 2     |
| 8       | Àustria         | 0  | 1      | 0      | 1     |
| 8       | Bèlgica         | 0  | 1      | 0      | 1     |
| 8       | Noruega         | 0  | 1      | 0      | 1     |
| 8       | Txecoslovàquia  | 0  | 1      | 0      | 1     |
| 12      | Polònia         | 0  | 0      | 2      | 2     |
| 12      | Eslovènia       | 0  | 0      | 2      | 2     |
| 14      | Equip Unificat  | 0  | 0      | 1      | 1     |
| 14      | Països Baixos   | 0  | 0      | 1      | 1     |
| 14      | R.P. de la Xina | 0  | 0      | 1      | 1     |